# Déclaration d'Utrecht
La Déclaration d'Utrecht est le fruit d'un travail commun de membres de l'Union d'Utrecht s'étant opposés aux dogmes de la suprématie universelle papale et de l'infaillibilité papale qui furent proclamés par le Ier concile du Vatican. Elle a été signée par les évêques fondateurs de ce qui deviendra l'Union d'Utrecht le 24 septembre 1889 à Utrecht aux Pays-Bas.